# Chelonodon
A Chelonodon a sugarasúszójú halak (Actinopterygii) osztályába, ezen belül a gömbhalalakúak (Tetraodontiformes) rendjébe és a gömbhalfélék (Tetraodontidae) családjába tartozó nem.

## Rendszerezés
A nembe az alábbi fajok tartoznak:
- Chelonodon fluviatilis
- Chelonodon laticeps
- Chelonodon patoca
- Chelonodon pleurospilus
- Chelonodon pulchellus